# Hjalmar Ganson

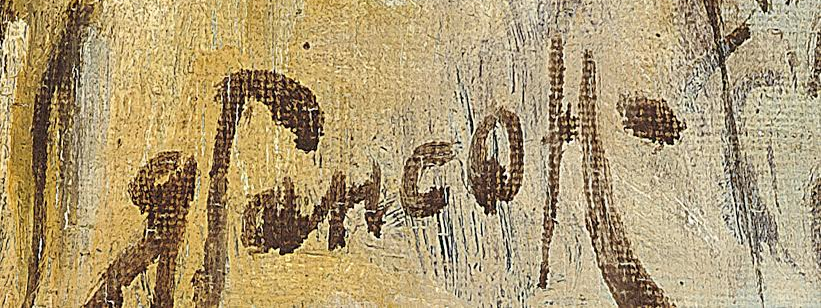
Signature de Hjalmar Ganson cyrillique.

Hjalmar Ganson, né en 1864 à Sebastopol, et mort dans les années 19??, est un peintre russe de paysages d'origine suédoise mais « russifié » Я. Гансон qui se traduit par Ya. Ganson. Il est répertorié sous diverses orthographes comme Jalmaras Hansonas,, Hjalmar Hansson,, Hyalmar Hansson, Ya V Ganson,, Я. B Гансон,.  l'artiste signant aussi bien Hjalmar Hansson que Я. Гансон.

## Biographie
Hjalmar Ganson étudie en 1897 à l'école de dessin technique du Baron Alexander von Stieglitz à Saint-Pétersbourg. Il devient membre de la société des arts de Saint-Pétersbourg,. Émigré en Lituanie, il fonde en décembre 1907  avec Boleslaw Bałzukiewicz (1879-1935), Stanisław Filibert Fleury (1858-1915), Sofija Gimbutaitė (1869-1911), Antanas Žmuidzinavičius (1876-1966) , Lev Antokolski (1872-1942), Ivan Rybakov  "la Société Internationale des arts de Vilnius" et participe à l'ensemble des expositions de 1909 à 1915,,. enseignant à Vilnius à la même période. À l'automne 1903, Il expose également avec les professeurs Ivan Rybakov, Bolesław Bałzukiewicz à l'école de dessin de Montwill. Il est connu à l'époque pour ses vues de Crimée, du Caucase et de Vilnius, ainsi que ses paysages de Suisse et d'Italie ,. Ses œuvres, de format souvent conséquent, impressionnent particulièrement à l'époque : la Gazeta codzienna  fait part d'un tableau ayant été vendu un prix de 769 roubles en 1912, somme considérable pour l'époque.  
On retrouve sa trace en France dans les années 1930, au 89 rue des Sablons à Chatou,,  sous le nom de Hyalmar Hansson. Il expose au salon des indépendants en 1931 et 1932,, : deux tableaux en 1931 (Le brisant et La Côte d'Azur) et deux tableaux en 1932 (L'entrée de la rade de Sébastopol et L'automne au Vésinet).
On retrouve des tableaux de cet artiste au musée de Vilinius (signés Hjalmar Hansson et répertoriés sous le nom de Jalmaras Hansonas) ainsi qu'à la Julia Boston Gallery  (répertorié Ganson, et signé Я. Гансон).
Sa date de décès reste inconnue.